# Relaciones Chile-Pakistán
Las relaciones Chile-Pakistán se refiere a la relación bilateral actual e histórica entre Chile y Pakistán.

## Historia
Las relaciones diplomáticas formales entre los dos estados establecidas en 2008, cuando Pakistán abrió una embajada en Chile. Desde de 2010 Chile no mantiene una embajada en Islamabad, aunque manifestó su interés en abrir una. Pakistán también ha cerrado recientemente su embajada en Santiago.
La comunidad paquistaní en Chile se concentró principalmente en el norte del país. La Mezquita Bilal en Iquique es propiedad de un pakistaní llamado Abdul Gafar Qureshi. Casi 200 paquistaníes viven en Chile. Atendiendo a las necesidades educativas de la comunidad pakistaní y musulmana, hay una escuela pakistaní en Iquique. El alcalde de Iquique se refirió a la comunidad pakistaní allí como "ejemplar".
En 2010, las autoridades chilenas acusaron al estudiante paquistaní Muhammad Saif-ur-Rehman Khan de tener rastros de explosivos en la embajada de los Estados Unidos en Santiago, pero las acusaciones fueron retiradas y Khan fue declarado inocente por las autoridades. La nación chilena expresó completa solidaridad con el estudiante inocente. La inmensa cantidad de apoyo fue también evidente a través de la amplia cobertura mediática del caso. El estudiante pakistaní fue invitado a los principales programas de televisión y radio para referirse al incidente. Prominentes políticos chilenos y miembros del Senado chileno invitaron al estudiante paquistaní al Congreso chileno a expresar su apoyo. La cónsul honoraria de Chile en Islamabad, Catalina Alliende defendió personalmente a Khan en un tribunal chileno en Santiago.

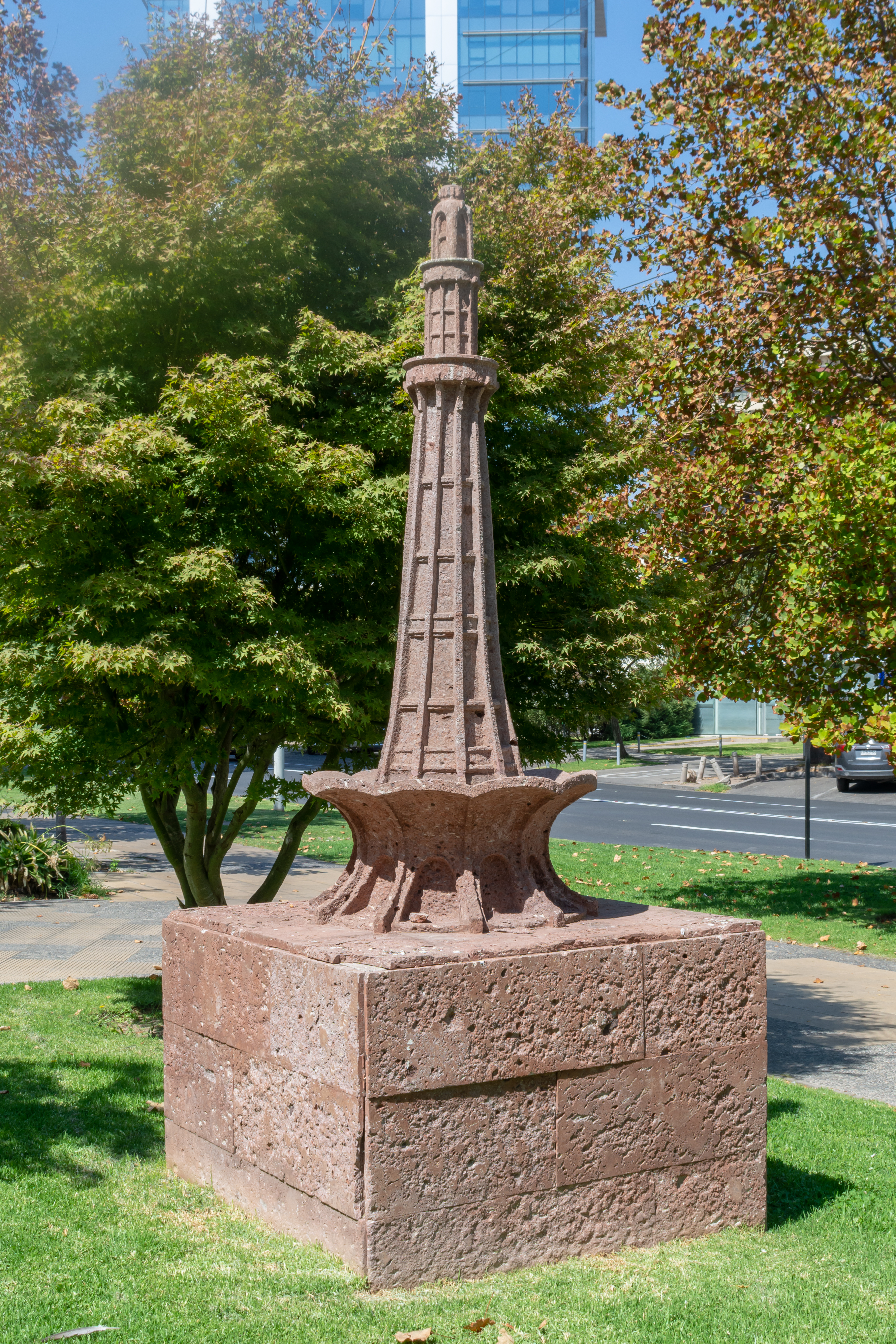
Minarete en la Plaza Pakistán en Las Condes

La Municipalidad de Las Condes de Santiago de Chile comunicó formalmente su acuerdo el 22 de octubre de 2010 para la creación de la "Plaza Pakistán" en Santiago sobre bases recíprocas sin implicaciones financieras. La Autoridad de Desarrollo de Capital de Islamabad (CDA) había asignado anteriormente un espacio para una "Plaza de Chile" en la intersección de la Carretera de Servicio East F-10 con Khayan-e-Iqbal. Hay también una calle en Santiago nombrada como Pakistán.
Según una encuesta del Servicio Mundial de 2013, solo el 19% de los chilenos encuestados consideran positivamente la influencia de Pakistán, con un 46% expresando una opinión negativa.

## Visitas bilaterales
En octubre de 2010, el canciller chileno Fernando Schmidt Ariztia visitó Islamabad, y mantuvo conversaciones con el ministro de Relaciones Exteriores, Salman Bashir. Durante el debate, ambas partes mostraron interés en firmar un acuerdo de libre comercio entre los dos países.

## Relaciones comerciales
En 2006-07, aproximadamente $ 69 millones de dólares en bienes fueron negociados entre los dos países, con las exportaciones paquistaníes a Chile representando 66 millones de dólares.
La empresa minera chilena Luksic mostró interés en realizar nuevas inversiones en Pakistán, particularmente el campo de carbón de Thar, que tenía un potencial de generación de energía de 100.000 MW. Los representantes de la empresa fueron recibidos por el Secretario de Pakistán, el Departamento de Desarrollo de Energía y Carbón de Sindh. Según Santiago Times, la inversión del grupo Luksic en Pakistán puede ascender a US $ 700 millones.
La empresa chilena Antofagasta Minerals, como parte de un consorcio multinacional junto con la compañía Tethyan Copper Company, Casrie Bogsi, de Canadá, invertirá hasta US $ 4 mil millones en exploración y desarrollo del campo de Rekodiq en Pakistán, Sin embargo, se espera que la inversión inicial sea de US $ 200 millones. Las áreas de Reqo Diq tienen la quinta mayor reserva mundial de oro y cobre.
En 2022, el intercambio comercial entre ambos países ascendió a los 154 millones de dólares estadounidenses, lo que supuso un 10,3% de crecimiento promedio anual en los últimos cinco años. Los principales productos exportados por Chile fueron pasta química de madera, yodato de potasio e inulina, mientras que Pakistán exportó mayoritariamente ropa de cama, suéteres y pantalones de mezclilla.

## Misiones diplomáticas
- La Embajada de Chile en Emiratos Árabes Unidos concurre con representación diplomática a Pakistán.[20]
- La embajada de Pakistán en Argentina concurre con representación diplomática a Chile.[21]